# Carlo Jussi
Carlo Jussi (Milano, 5 settembre 1924 – Bologna, 5 luglio 1944) è stato un partigiano italiano.

## Biografia
Jussi era iscritto alla facoltà di Giurisprudenza dell'Università di Bologna, ma alla morte del padre, pur senza abbandonare gli studi, si era dedicato ad aiutare il fratello nella conduzione di un'importante proprietà agricola della famiglia. L'8 settembre 1943 il giovane entrò subito nella Resistenza bolognese, militando nella 7ª GAP, attiva sull'Appennino.
Nel giugno del 1944, Jussi, con altri tre gappisti, attaccò un gruppo di militari nazifascisti che, forti del numero, reagirono con grande determinazione. I patrioti dovettero battere in ritirata e Jussi, ferito, per coprire lo sganciamento dei suoi compagni rimase solo a sparare sinché esaurì le munizioni del suo mitra. Catturato e tradotto nel carcere di Bologna, Carlo Jussi resistette fermamente a interrogatori e torture. Dopo due settimane, il giovane fu condannato a morte e fucilato.
Nel dopoguerra, a Bologna, al giovane gappista hanno intitolato una via. Portano il nome di Carlo Jussi, anche una strada e una scuola media statale di San Lazzaro di Savena.